# Aesma Daeva
Aesma Daeva är ett amerikanskt symphonic metal-band grundat 1999 i La Crosse i Wisconsin, numera baserad i Saint Paul och  Minneapolis i Minnesota, USA.
Bandet har ett mycket säreget ljud och har tillsammans med bland annat Nightwish ansetts banbrytande då det var ett av de allra första banden att kombinera operaskolan med metalmusiken.

## Medlemmar
Senaste kända medlemmar
- John Prassas – gitarr (1999–2008)
- Tim Klatt – trummor (2003–2008)
- Chris Quinn – basgitarr, cello (2005–2008)
- Lori Lewis – sång (2006–2008)

Tidigare medlemmar
- Eden Taylor – basgitarr
- Craig Ohren – trummor
- Theresa Hanley – violin
- Francisco de la Rosa IV – violin
- Chad Lewinson – gitarr (1999, 2002)
- Julia Ellison – piano (1999, 2002)
- Nick Copernicus – programmering (1999–2000)
- Mary Stilp – violin (1999)
- Rebecca Cords – sång (1999–2002)
- Danielle Lang – sång (1999)
- Molly Poessehl – flöjt (2002)
- Andrea Vieth – flöjt (2002)
- Earl Root – gitarr (2002–2008; död 2008)
- Carolyn Barber – horn (2002)
- James Wheat	 – trombon (2002)
- Kaylynn Brown – trumpet (2002)
- Adena Brumer – sång (2002)
- Melissa "Missy" Ferlaak – sång (2001–2005)
- Sarah Williamson – sång (2002)

Annat
- Michael Platzer – textförfattare

## Diskografi
Studioalbum
- 1999 – Here Lies One Whose Name Was Written In Water (Accession)
- 2000 – Here Lies One Whose Name Was Written In Water (Root Of All Evil, återutgåva)
- 2002 – The Eros Of Frigid Beauty (Irond Records/Root Of All Evil)
- 2003 – The New Athens Ethos (Pnevma/Scarecrow/Irond Records)
- 2007 – Dawn of The New Athens (Pnevma/Irond Records)

EP
- 2005 – Ex Libris (självutgiven)
- 2008 – The Thalassa Mixes (självutgiven)